# BlackBerry Messenger
BlackBerry Messenger (ブラックベリーメッセンジャー、BBM)はブラックベリーが開発するインスタントメッセンジャーである。

## 概要
このサービスでは携帯電話ネットワークを使って携帯電話のインターネット接続を使って通信する。インターネット接続するための無線LAN(Wi-Fi)ネットワークはメッセージを送信するために使用することができるが、ほとんどのサービスプロバイダはBlackBerryデータプランの契約無しにBlackBerry Messengerにサインイン出来ないようにしている。
Blackberry 10、iOS、Androidの場合は、BlackBerryデータプランは必要とされない。
メッセージのやり取りは単一のセッションでの通信で複数のBlackBerry端末を使用出来る、特定のユーザーもしくは専用のディスカッションやチャットグループに対して行うことが出来る。テキストメッセージのやり取りに加えて、写真や音声やファイル、地図上の位置、他種類の顔文字をBlackBerryネットワークで送信することが出来る。
BlackBerry Messenger 5.0以降、QRコードを使って自身のBlackBerryで数字PIN識別のみの使用もしくはEメールを添えるようなことをせずそれぞれの友人リストにお互いを追加することが出来るようになった。さらに近距離無線通信を使ってBBMの連絡先を交換できるBlackBerryの機種もある。
BlackBerry Messenger 6.0ではソーシャルコミュニケーションメディアを重視する形でBBM Connected Appsというユーザーが友達を招待する形で好きなBlackBerryアプリケーションを共有できる機能が追加された。
2012年12月にリリースされたBlackBerry Messenger 7.0ではBBM Voice Callというビデオチャット機能が追加された。

## 障害
BlackBerry Messengerはアップタイムや信頼性に関して幅広く批評されている。しかし、2011年10月10日から12日にかけてスラウにあるリサーチ・イン・モーションイギリス本社のサーバーシステムで起きた停電で障害が原因で北米、欧州、中東、アジアでのサービスに幅広い障害が発生した。BlackBerry Messengerも使用できないことも報じられ企業の評判に深刻な影響を及ぼした。この問題は1日から3日間ユーザーに影響を与え続けた。

## 機能
- 文字数制限の無いメッセージのやり取り
- 個人のBBMの壁紙やステータスを選択
- メッセージの受信と閲覧時のリアルタイム確認
- 1度に複数の連絡先との写真や動画の共有
- QRコードの読み取り、NFCの使用、PINの共有といった手段での連絡先追加
- 音楽ファイルの送信
- ディスカッションリストや写真の共有ができるグループの作成や仲間入りetc.
- 場所の共有

## BBM Canadaとの商標問題
2011年12月末、視聴率調査会社のBBM Canada（1944年よりカナダでBBMの商標を持っている）がリサーチ・イン・モーションにBBMの使用をやめてBlackBerry Messengerと変更するか、BBMの名の使用と引換にBBM Canadaがブランドを変更するための費用を負担するか、裁判で争うか求めた。結果としてリサーチ・イン・モーションはBBMからBlackBerry Messengerに改称することにした。